# ダニエル・バチェク
ダニエル・バチェク（Daniel Vacek, 1971年4月1日 - ）は、チェコ・プラハ出身の元男子プロテニス選手。ダブルスの名手としてよく知られ、ロシアのエフゲニー・カフェルニコフと組んで全仏オープン・1997年全仏オープン男子ダブルス2連覇、1997年全米オープン男子ダブルス優勝があり、4大大会男子ダブルス3勝を挙げた選手である。ジャパン・オープン・テニス選手権でも、男子ダブルスで1997年と1999年の2度優勝した。ATPツアーでは、カフェルニコフのほかにもシリル・スーク、マルティン・ダムなどと組んで数多くのタイトルを獲得した。自己最高ランキングはシングルス26位、ダブルス3位。ATPツアーでシングルスで準優勝5回だが、ダブルスで25勝を挙げた。

## 経歴
バチェクは父親の勧めにより、11歳という比較的遅い年齢からテニスを始めた。1990年にプロ入りし、この年にATPツアーのダブルスで3勝を記録する。キャリアの最初期は、バチェクは同じチェコのヴォイチェフ・フレグルとペアを組むことが多く、1990年度の3勝はすべてフレグルとのコンビで獲得したものである。その後しばらく好成績が出なかったが、1993年8月のパイロット・ペン・テニスダブルスでシリル・スークと組んで優勝し、1994年に2勝を挙げる。1995年、バチェクはスークとのペアでダブルス年間4勝を獲得し、この頃からダブルス選手としてのキャリアを確立し始めた。この年から男子テニス国別対抗戦デビスカップチェコ代表選手に選ばれ、単複の両方で活躍を始める。
1996年全仏オープン男子ダブルスで、バチェクはエフゲニー・カフェルニコフと組み、自身初の4大大会決勝でギー・フォルジェ/ヤコブ・ラセク組を6-2, 6-3で破って優勝した。同年のアトランタ五輪でバチェクはチェコ選手団入りし、イジー・ノバクと組んだダブルスで準々決勝に進出している。1997年、バチェクとカフェルニコフは全仏オープンと全米オープンを制し、4大大会年間2冠を達成した。全仏2連覇の前、バチェクはジャパン・オープン・テニス選手権男子ダブルス優勝もあったが、この時のパートナーはマルティン・ダムであった。彼は1997年に男子ツアーで自己最高成績の年間「5勝」を記録したが、4大大会年間2冠を含む3勝をカフェルニコフと、ジャパン・オープンを含む2勝をダムとのペアで獲得した。
シングルスでのバチェクは、1994年から1999年までの間に5つのATPツアーの大会で決勝戦に進んだが、すべて準優勝に終わった。彼の4大大会シングルス成績は、1994年ウィンブルドン選手権、1995年全米オープンと1997年全米オープンで4回戦進出がある。デビスカップでは1995年から1999年までチェコ代表選手を務め、通算8勝7敗(シングルス5勝5敗、ダブルス3勝2敗)の成績を残した。
1999年のジャパン・オープン・テニス選手権で、バチェクはジェフ・タランゴと組んで2年ぶり2度目の優勝をした。この年はツアーで挙げた年間4勝のうち、3勝をタランゴと、1勝をジャスティン・ギメルストブとのペアで獲得している。3つの4大大会タイトルを一緒に取ったカフェルニコフとも、1999年までペアを組み続けた。2002年全豪オープン1回戦でダビド・ナルバンディアンに5-7, 6-3, 3-6, 3-6で敗れ、これを最後にシングルスから撤退する。最後のダブルス優勝は、2002年4月のバルセロナ・オープン大会で、パートナーはマイケル・ヒルであった。最後の年となった2003年は、全仏オープンとウィンブルドン選手権男子ダブルスのみに出場し、ともに1回戦で敗退した。ジム・トーマスと組んだウィンブルドン選手権1回戦で、ファブリス・サントロ/ミカエル・ロドラ組に1-6, 4-6, 4-6で完敗した試合を最後に、バチェクは32歳で現役を退いた。

## 4大大会ダブルス優勝
- 全仏オープン　男子ダブルス：2勝（1996年＆1997年）　［大会2連覇］
- 全米オープン　男子ダブルス：1勝（1997年）

（パートナーはすべてエフゲニー・カフェルニコフ）